# Zamek w Cheverny

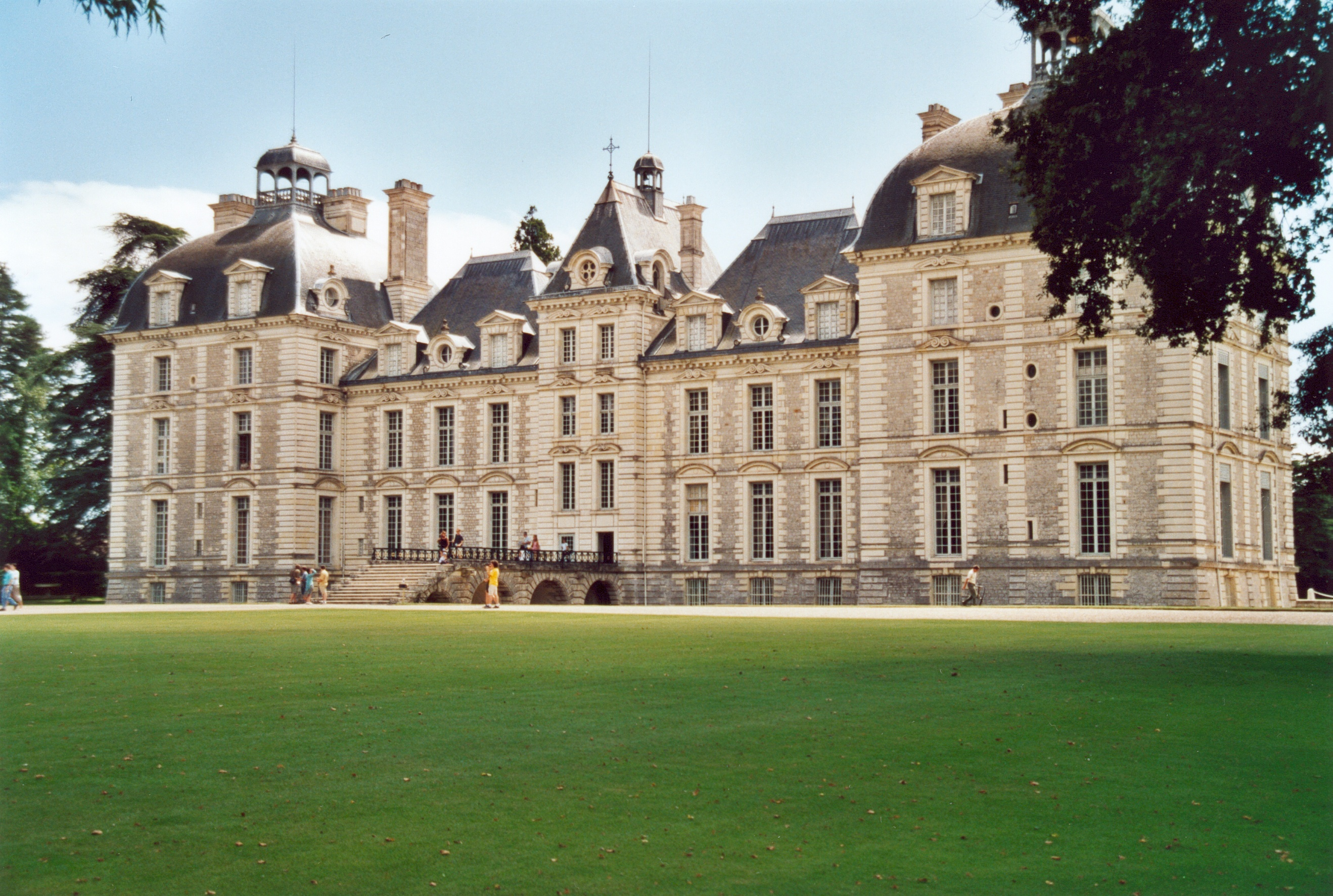
Zamek w Cheverny – widok od tyłu

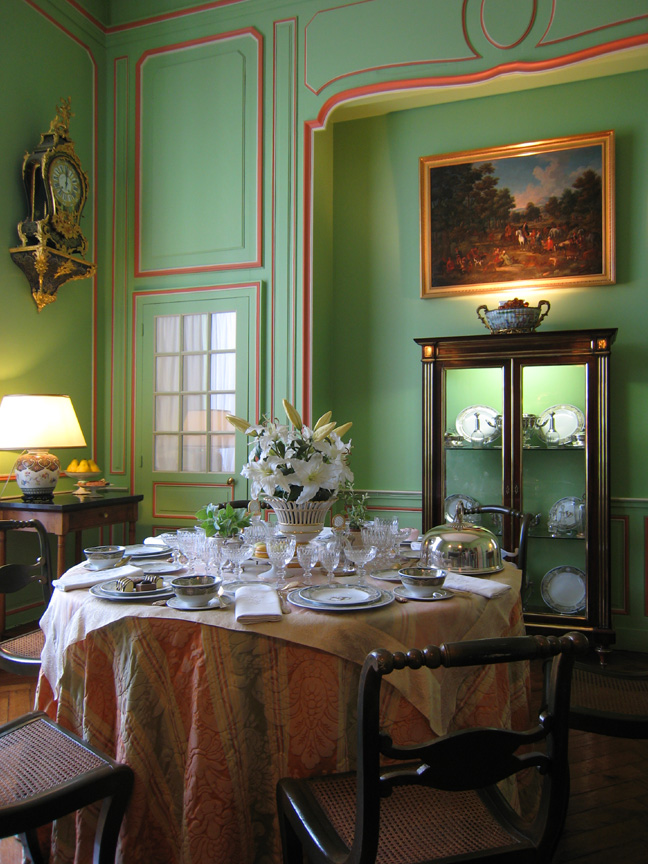
Jadalnia

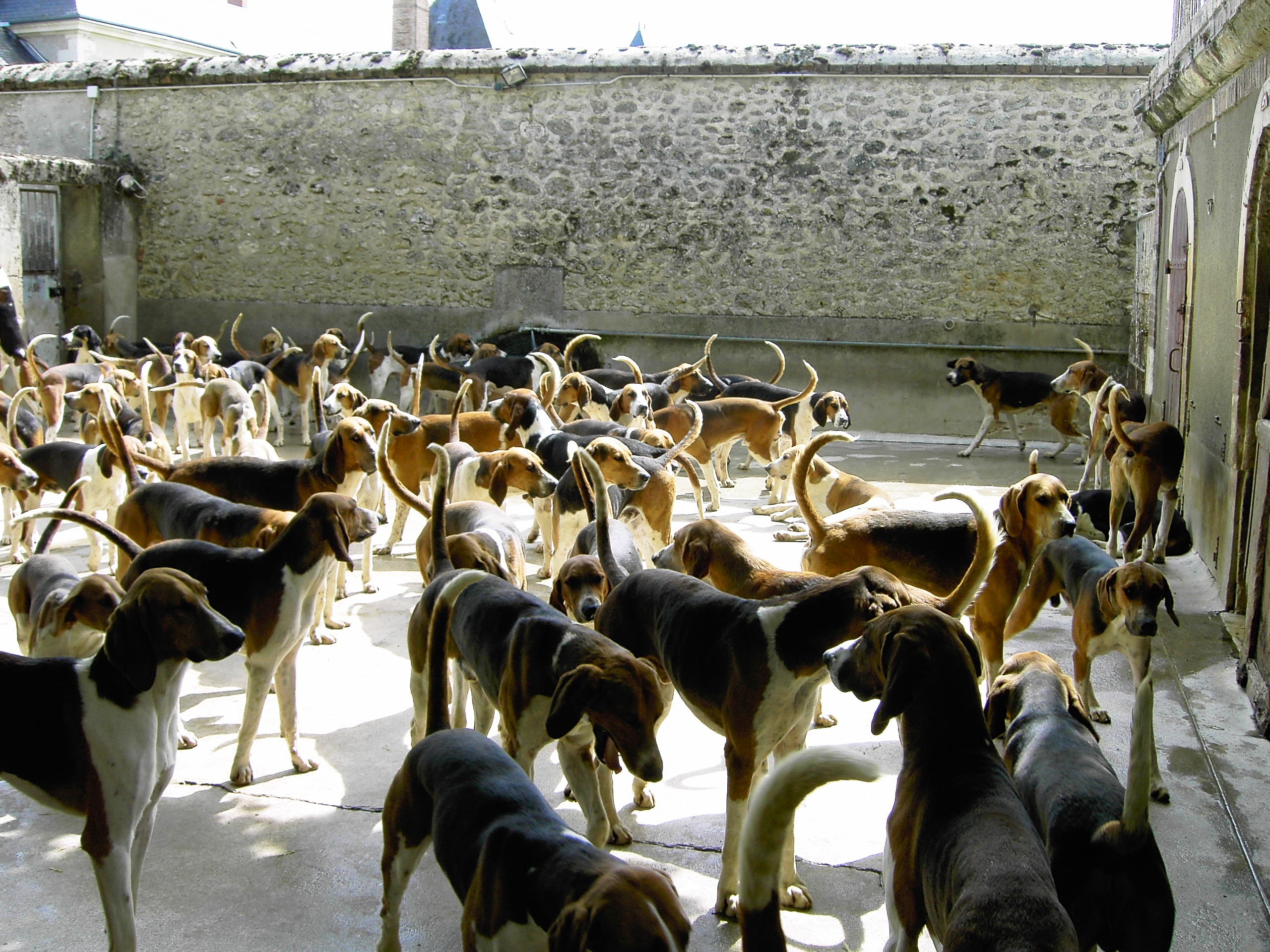
Psiarnia

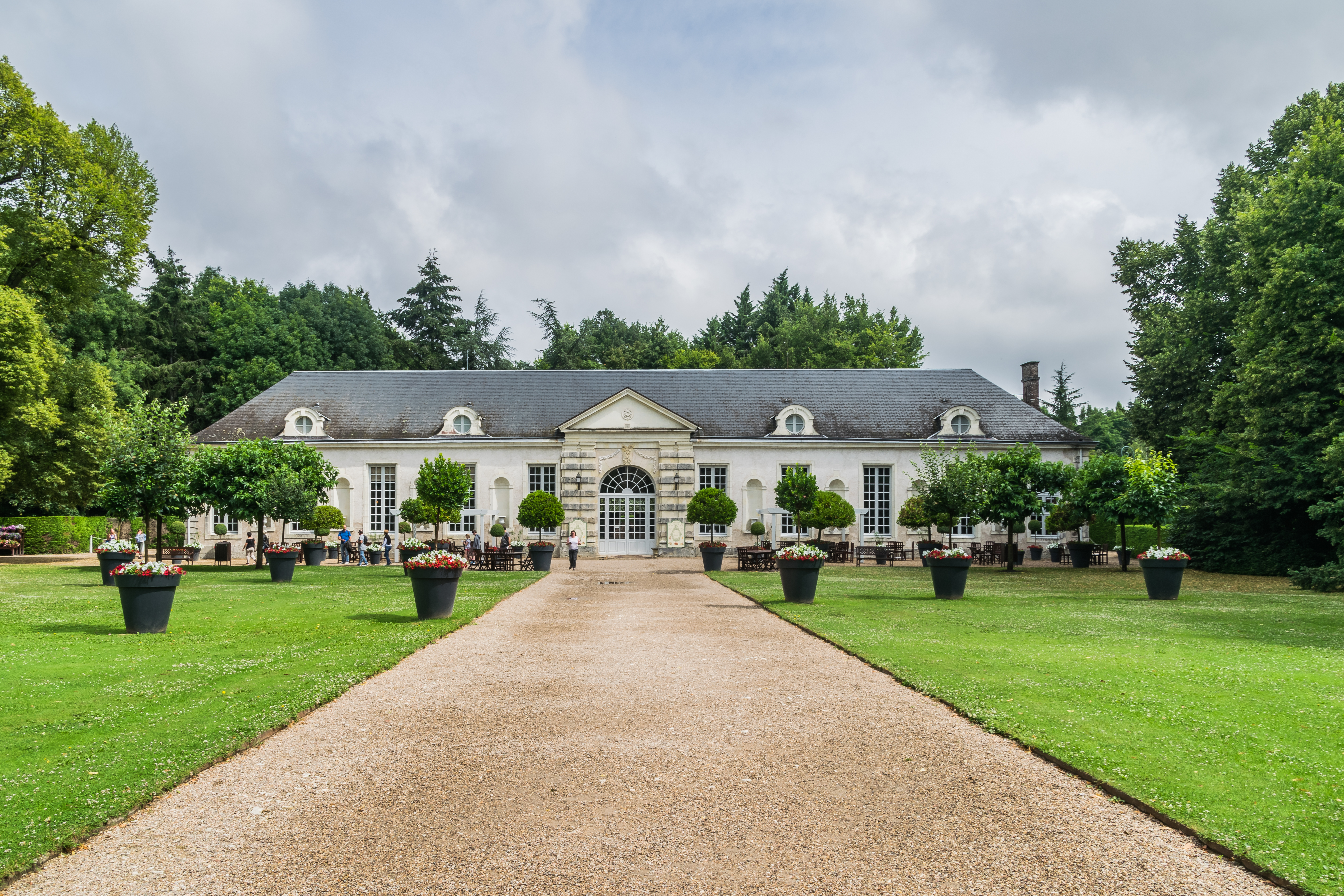
Oranżeria

Zamek w Cheverny – jeden z zamków Doliny Loary, położony na południowy zachód od Orleanu i 193 kilometry od Paryża, w departamencie Loir-et-Cher we Francji. Posiadłość ta od ponad 600 lat należy do rodziny Hurault i bez większych zmian zachowała wygląd z XVII wieku.
Obecna budowla została wzniesiona na miejscu wcześniejszej rezydencji przez Henryka (Henri) Hurault i jego żonę Małgorzatę (Marguerite) Gaillard. Budowa trwała od lat 20. XVII wieku do ok. 1635 roku i podobno była nadzorowana przez samą hrabinę. Prace zostały powierzone architektowi i rzeźbiarzowi Boyer (Jacques Bougier) i malarzowi Jean Monier. Obecnie przypałacowy park ma powierzchnię 100 ha, a las – 2 tys. ha.
Zamek w Cheverny jest słynny z organizowanych do dziś polowań. Zwiedzający posiadłość mogą zobaczyć psiarnię, liczącą około 100 żywych psów i Salę Trofeów (Salle de Trophées) z około 2 tys. poroży.
W 1922 roku zamek został udostępniony zwiedzającym przez prywatnego właściciela - było to pierwszy taki przypadek we Francji.  

## Wygląd
Zamek został zbudowany w XVII wieku w stylu Ludwika XIII, z białego tufu wapiennego, a przykryty został stromymi dachami. Fasada jest prosta i symetryczna, bardzo charakterystyczna i różniąca się mocno od innych zamków w dolinie Loary, które najczęściej zostały wzniesione bądź przebudowane w epoce renesansu.
W centralnej części budynku znajduje się klatka schodowa, do której przylegają dwa identyczne skrzydła, w pełni wyposażone oryginalnymi meblami.
Na parterze znajdują się:
- jadalnia, ozdobiona malowidłami, wykonanymi przez Jeana Moniera, które przedstawiają przygody Don Kichota z powieści Miguel de Cervantesa,
- Wielki Salon z kolekcją obrazów i mebli,
- Mały Salon,
- biblioteka z 2 tysiącami woluminów,
- salon tapiserii flamandzkich z XVII wieku.

Na pierwszym piętrze można zwiedzać:
- prywatne apartamenty (m.in. jadalnię, pokój dziecięcy i salon),
- zbrojownię – największe pomieszczenie na zamku, z kolekcją broni i zbroi,
- Sypialnię Króla, ozdobioną przez Jeana Moniera.

## Cheverny a Tintin
Hergé, belgijski autor komiksów o przygodach Tintina, wykorzystał fasadę Cheverny do stworzenia zamku Moulinsart, zamieszkanego przez kapitana Haddocka.